# 红舌垂头菊
红舌垂头菊（学名：Cremanthodium ellisii var. roseum）为菊科垂头菊属下的一个变种。

## 扩展阅读
- 維基物種上的相關：红舌垂头菊